# Municipio de Cuivre (condado de Pike)
El municipio de Cuivre (en inglés: Cuivre Township) es un municipio ubicado en el condado de Pike en el estado estadounidense de Misuri. En el año 2010 tenía una población de 7298 habitantes y una densidad poblacional de 27,3 personas por km².

## Geografía
El municipio de Cuivre se encuentra ubicado en las coordenadas 39°20′17″N 91°11′22″O / 39.33806, -91.18944. Según la Oficina del Censo de los Estados Unidos, el municipio tiene una superficie total de 267.32 km², de la cual 266.03 km² corresponden a tierra firme y (0.48%) 1.29 km² es agua.

## Demografía
Según el censo de 2010, había 7298 personas residiendo en el municipio de Cuivre. La densidad de población era de 27,3 hab./km². De los 7298 habitantes, el municipio de Cuivre estaba compuesto por el 84.11% blancos, el 13.76% eran afroamericanos, el 0.18% eran amerindios, el 0.26% eran asiáticos, el 0.03% eran isleños del Pacífico, el 0.47% eran de otras razas y el 1.21% pertenecían a dos o más razas. Del total de la población el 1.48% eran hispanos o latinos de cualquier raza.